# Claude Le Jay
Pour les articles homonymes, voir Le Jay et Jay.
Claude Le Jay (parfois: Claude Jay, ou en latin Jaius), né vers 1504 à Mieussy, en Savoie (France) et décédé le 6 août 1552 à Vienne (Autriche), est un prêtre jésuite savoyard. Avec Ignace de Loyola et d'autres; il appartient au groupe des dix fondateurs de la Compagnie de Jésus.

## Premières années et fondation
D’origine savoyarde il est déjà prêtre (ordonné en 1528) lorsqu’il eut un premier contact avec Pierre Favre qui l’invita à se perfectionner en théologie à Paris. Il fait les Exercices spirituels sous la direction du même Pierre Favre. Cette expérience spirituelle le décide à se joindre au groupe des Amis dans le Seigneur en 1535, même s’il n’a pas encore rencontré Ignace de Loyola (alors en Espagne). En 1536, avec les autres compagnons, il monte à Rome en passant par Venise, et participe aux délibérations qui aboutissent à la fondation de la Compagnie de Jésus (mars-juin 1539).

## Mission en Allemagne
Après l’approbation officielle de la Compagnie de Jésus (septembre 1540) Le Jay fait d’abord du travail pastoral en Italie avant d’être envoyé en Allemagne par le pape (fin 1541), pour y remplacer Pierre Favre parti pour l’Espagne. Il y passera le reste de sa brève vie. Il participe à plusieurs colloques qui tentent d’éviter la rupture complète entre protestants et catholiques. Ce fut le synode de Salzbourg (1544), la diète de Worms (1545) et celle d’Augsbourg (1550). Il prêche à Ratisbonne (et en est expulsé) enseigne au collège jésuite d'Ingolstadt et à Nuremberg. Ses lettres à saint Ignace ouvrent les yeux du fondateur à la tragique situation de l’Église en Allemagne («le nom de 'Religieux' est odieux dans ces régions», écrit-il).

## Enseignement
En 1544, une chaire de théologie lui est offerte à l’université d'Ingolstadt. Après avoir consulté saint Ignace, il accepte. Le Jay est ainsi le premier enseignant jésuite. En fait il est de plus en plus persuadé que seul un effort considérable dans la formation des jeunes et des prêtres pourrait redresser l’Église catholique en Allemagne. Il écrit une lettre importante sur le Rôle apostolique des collèges (1545). Il engagera vivement Saint Ignace, d’abord hésitant, à fonder des collèges partout où c’est possible.

## Refus de la dignité épiscopale
De 1545 à 1547, il participe à la première session du concile de Trente, comme conseiller théologique du cardinal de Waldbourg. Mais en 1546, un danger l’attend : l’empereur Ferdinand I, roi des Romains, veut le faire nommer évêque de Trieste. Le Jay, avec le soutien d’Ignace de Loyola, s’y refuse. On a conservé plusieurs lettres où il s’explique et supplie qu’on éloigne de lui cette dignité. Ignace doit faire beaucoup à Rome pour contrer l’influence de l’empereur, mais il obtient finalement gain de cause. Ignace comme Le Jay perçoivent cette possible nomination comme un grave danger pour la jeune Compagnie. Le clair refus de toute ambition ecclésiastique était essentiel à la crédibilité du travail des jésuites : «cela donnerait occasion au peuple de penser que tous leurs efforts tendent à obtenir pareil honneur ».

## Fondation du collège de Vienne
Avec le soutien du même Ferdinand Ier, le collège de Vienne est fondé en 1551. Le Jay, à la tête d’un groupe de 11 compagnons y arrive le 27 mai 1551. Le Jay est le fondateur et premier recteur du collège de Vienne. Il veut en faire un collège ‘fort’ surtout dans le domaine des études théologiques. Vienne est symboliquement importante et considérée comme « pays de mission » : la ville est au cœur de l’empire, et cependant pratiquement à la frontière. Soliman le Magnifique est en Hongrie et Vienne est menacée... C’est à Vienne que Le Jay meurt, le 6 août 1552.